# Zosteropoda clementi
Zosteropoda clementi là một loài bướm đêm trong họ Noctuidae.